# Rhumblerinella
Rhumblerinella es un género de foraminífero bentónico de la familia Lagynidae, del suborden Allogromiina y del orden Allogromiida. Su especie-tipo es Rhumblerinella bacillifera. Su rango cronoestratigráfico abarca el Holoceno.

## Clasificación
Rhumblerinella incluye a la siguiente especie:
- Rhumblerinella bacillifera